# Mongeta confit
La varietat mongeta confit de nom científic Phaseolus vulgaris L., d'origen andí, es caracteritza per les seves llavors blanques, arrodonides i de mida gran, que queden incloses dins de la classe comercial Marrow. Presenta creixement determinat i les flors són completament blanques. Les beines són de mida petita i de color verd. Les produccions són baixes, però acceptables tenint en compte que es tracta d'una varietat de mata baixa. Des del punt de vista sensorial, Confit es caracteritza per una baixa farinositat i sabor lleugerament més intens que la varietat Ganxet. La percepció i la rugositat de la pell presenten valors mitjans. La cocció de la varietat Confit és molt ràpida, una mica més d'una hora. Aquest temps de cocció és molt menor que el d'altres varietats, les quals poden arribar a un temps de cocció superior a les 2 hores. Respecte a la integritat del gra després de la cocció, Confit presenta valors d'esberlat molt elevats, amb un 80% de grans esberlats de mitjana. Està inclosa en el Catàleg de les varietats locals d'interès agrari de Catalunya amb el número d'inscripció CAT005CVL

## Característiques agronòmiques
La varietat tradicional confit té unes produccions al voltant dels 700 kg/ha; són produccions baixes, sobretot si ho comparem amb altres varietats tradicionals de mongeta, però s'ha de tenir en compte que aquesta varietat presenta creixement determinat (mata baixa) i, per tant, és normal que tingui una producció menor. Respecte a la precocitat, es tracta d'una varietat primerenca, amb una mitjana de 41 dies transcorreguts des de la sembra fins al moment en què el 50% de les plantes d'un cultiu estan en floració. La mongeta confit es sembra aproximadament a mitjan juliol i es recull a principis de novembre. Aquestes dates són orientatives i poden variar en funció de les condicions ambientals.